# Roar Ljøkelsøy
Roar Ljøkelsøy (* 31. Mai 1976 in Orkdal) ist ein ehemaliger norwegischer Skispringer und heutiger -trainer. Von 2016 bis 2019 war er Assistenztrainer der deutschen Skisprungnationalmannschaft.

## Werdegang
Mit neun Jahren absolvierte Ljøkelsøy seine ersten Sprünge unter der Aufsicht von Terje Nyhus. Zwei Jahre später gewann er seinen ersten Wettkampf, mit 13 wurde er Kreismeister. Mit 14/15 Jahren beendete er seine fußballerische Karriere und ging nach Trondheim, wo er vier Jahre lang die Heimdal Vidergaende Skole besuchte. Im selben Winter gewann er den Norges Cup der Junioren, wurde Fünfter bei der Junioren-Weltmeisterschaft und kam schließlich ins norwegische Weltcupteam. Dort debütierte er mit 16 Jahren, kurz darauf gewann er erste Weltcuppunkte in Planica. Es folgten Jahre im Mittelmaß mit seltenen Ausschlägen nach oben. 1995 stand er erstmals auf dem Podest, wieder in Planica. 1996 flog Ljøkelsøy auf der Čerťák-Schanze als erster Athlet auf dieser Anlage über 200 m. Ende der 1990er Jahre begann aber eine jahrelange erfolglose Phase der norwegischen Skispringer. Ein Tiefpunkt waren die Olympischen Winterspiele 2002 in Salt Lake City, wo das Team noch hinter dem aus Südkorea Neunter wurde.
Der Erfolg kam erst mit dem Trainerwechsel 2002, denn der neue Nationaltrainer Mika Kojonkoski führte landesweite Sichtungsprogramme durch, um sich die größten Talente herauszusuchen und diese zu fördern.
Bei der Skiflug-Weltmeisterschaft 2004 in Planica wurde Ljøkelsøy Weltmeister im Einzel und mit dem Team. Die Saison 2003/2004 beendete er nach Erfolgen beim Nordic Tournament als Zweiter im Gesamt-Weltcup, was er in der darauffolgenden Saison wiederholen konnte. Im Jahr 2004 übertraf Ljøkelsøy in Oberstdorf mit einem Flug über 223 Meter den bisherigen Schanzenrekord um 10 Meter. Bis dahin wurde es als unmöglich angesehen, auf der Heini-Klopfer-Skiflugschanze eine solche Weite zu stehen. Bei der Nordischen Skiweltmeisterschaft 2005 in Oberstdorf errang er die Silbermedaille im Springen von der Großschanze sowie die Bronzemedaille mit dem Team. Bei der Skiflug-Weltmeisterschaft 2006 in Tauplitz/Bad Mitterndorf (Kulm) konnte er seine Titel von 2004 erfolgreich verteidigen. Er gewann zweimal das Einzelspringen und errang so die Goldmedaille. Am nächsten Tag gewann er erneut die Goldmedaille mit seiner Mannschaft im Teamspringen. Damit ist Ljøkelsøy neben dem Österreicher Gregor Schlierenzauer der einzige Skispringer, der vier Skiflug-Goldmedaillen errungen hat. Zugleich ist der Norweger der Einzige, der sowohl im Einzel- wie auch im Mannschaftsfliegen je zweimal auf dem ersten Weltmeisterschaftsplatz lag.
Bei den Olympischen Winterspielen 2006 in Turin wurde Ljøkelsøy Dritter von der Normalschanze und Vierter von der Großschanze. Bei der Nordischen Skiweltmeisterschaft 2007 in Sapporo holte er im Einzelwettkampf die Bronzemedaille und Silber mit dem Team.
Nach der Saison 2009/10 beendete er seine aktive Karriere. Bei der Skiflug-Weltmeisterschaft 2010 in Planica absolvierte er seinen Abschiedsflug.
Ljøkelsøy ist Vater eines Sohnes namens Sokrates und Athletenbotschafter der Entwicklungshilfeorganisation Right to Play.
Von 2016 bis 2019 war er Teil des Trainerteams der deutschen Skisprungnationalmannschaft. Seit Mai 2019 ist er Cheftrainer des Skisprungvereins Trønderhopp in Trondheim.
Ljøkelsøy hielt mehr als 15 Jahre den Rekord für die meisten Siege eines Norwegers im Skisprung-Weltcup, wurde aber im November 2021 von Halvor Egner Granerud überholt.

## Erfolge

### Weltcupsiege im Einzel
| Nr. | Datum             | Ort         | Typ         |
| --- | ----------------- | ----------- | ----------- |
| 1.  | 25. Januar 2003   | Sapporo     | Großschanze |
| 2.  | 6. Dezember 2003  | Trondheim   | Großschanze |
| 3.  | 20. Dezember 2003 | Engelberg   | Großschanze |
| 4.  | 24. Januar 2004   | Sapporo     | Großschanze |
| 5.  | 25. Januar 2004   | Sapporo     | Großschanze |
| 6.  | 7. Februar 2004   | Oberstdorf  | Flugschanze |
| 7.  | 12. März 2004     | Lillehammer | Großschanze |
| 8.  | 14. März 2004     | Oslo        | Großschanze |
| 9.  | 29. Januar 2005   | Zakopane    | Großschanze |
| 10. | 6. Februar 2005   | Sapporo     | Großschanze |
| 11. | 22. Januar 2006   | Sapporo     | Großschanze |

### Weltcupsiege im Team
| Nr. | Datum             | Ort       | Typ         |
| --- | ----------------- | --------- | ----------- |
| 1.  | 25. November 2000 | Kuopio    | Großschanze |
| 2.  | 15. Februar 2004  | Willingen | Großschanze |
| 3.  | 6. März 2004      | Lahti     | Großschanze |
| 4.  | 5. März 2005      | Lahti     | Großschanze |
| 5.  | 30. November 2007 | Kuusamo   | Großschanze |
| 6.  | 6. März 2010      | Lahti     | Großschanze |

### Grand-Prix-Siege im Team
| Nr. | Datum             | Ort      | Typ         |
| --- | ----------------- | -------- | ----------- |
| 1.  | 5. September 2004 | Zakopane | Großschanze |

### Continental-Cup-Siege im Einzel
| Nr. | Datum           | Ort         | Typ           |
| --- | --------------- | ----------- | ------------- |
| 1.  | 20. August 1998 | Raelingen   | Normalschanze |
| 2.  | 9. März 2008    | Trondheim   | Großschanze   |
| 3.  | 22. August 2009 | Lillehammer | Großschanze   |

## Statistik

### Weltcup-Platzierungen
| Saison  | Platz | Punkte |
| ------- | ----- | ------ |
| 1992/93 | 53.   | 0004   |
| 1993/94 | 17.   | 0258   |
| 1994/95 | 33.   | 0096   |
| 1995/96 | 15.   | 0501   |
| 1996/97 | 13.   | 0462   |
| 1997/98 | 32.   | 0191   |
| 1998/99 | 29.   | 0173   |
| 1999/00 | 29.   | 0213   |
| 2000/01 | 28.   | 0151   |
| 2001/02 | 35.   | 0117   |
| 2002/03 | 09.   | 0757   |
| 2003/04 | 02.   | 1306   |
| 2004/05 | 02.   | 1440   |
| 2005/06 | 04.   | 0875   |
| 2006/07 | 14.   | 0474   |
| 2007/08 | 37.   | 0099   |
| 2008/09 | 25.   | 0259   |
| 2009/10 | 30.   | 0140   |

### Grand-Prix-Platzierungen
| Saison | Platz | Punkte |
| ------ | ----- | ------ |
| 1995   | 42.   | 351    |
| 1996   | 45.   | 008    |
| 1997   | 15.   | 092    |
| 1998   | 30.   | 029    |
| 1999   | 38.   | 018    |
| 2000   | 14.   | 156    |
| 2001   | 18.   | 107    |
| 2002   | 06.   | 193    |
| 2003   | 05.   | 150    |
| 2004   | 15.   | 112    |
| 2005   | 30.   | 052    |
| 2006   | 46.   | 046    |
| 2007   | 19.   | 109    |
| 2008   | 28.   | 075    |

### Schanzenrekorde
| Ort         | Land        | Weite               | aufgestellt am  | Rekord bis       |
| ----------- | ----------- | ------------------- | --------------- | ---------------- |
| Harrachov   | Tschechien  | 201,0 m (HS: 205 m) | 9. März 1996    | 9. März 1996     |
| Sapporo     | Japan       | 126,0 m (HS: 137 m) | 19. Januar 1997 | 19. Januar 1997  |
| Oberstdorf  | Deutschland | 223,0 m (HS: 213 m) | 7. Februar 2004 | 14. Februar 2009 |
| Lillehammer | Norwegen    | 136,5 m (HS: 138 m) | 12. März 2004   | 11. März 2005    |
| Sapporo     | Japan       | 140,0 m (HS: 137 m) | 22. Januar 2006 | 26. Januar 2014  |